# 滑鐵盧 (伊利諾伊州)
滑鐵盧（英語：Waterloo）是一個位於美國伊利諾伊州門羅縣的城市。根據2010年美國人口普查，該地人口為9811人，而該地的面積約為21.42平方千米。同時該地也是門羅縣的縣治。

## 地理
滑鐵盧的座標為38°20′07″N 90°09′00″W / 38.33528°N 90.15000°W，而該地的平均海拔高度為219米（即717英尺）。